# Llista de topònims de Malgrat de Mar
Llista de topònims (noms propis de lloc) del municipi de Malgrat de Mar, al Maresme
Informació actualitzada per un bot. Els canvis manuals es perdran quan s'actualitzi!

## casa
| imatge | Nom                                        | Ubicat a       | instància de | Detalls                                                              | coordenades | Protecció                                  | Commons (més fotos)                                         | Dades a WD                    |
| ------ | ------------------------------------------ | -------------- | ------------ | -------------------------------------------------------------------- | --- | ------------------------------------------ | ----------------------------------------------------------- | ----------------------------- |
|        | Ca l'Arnau                                 | Malgrat de Mar | casa         | Arquitecte: Joan Amigó i Barriga Estil: arquitectura modernista 1914 | 41° 38′ 48″ N, 2° 44′ 25″ E / 41.646666666667°N,2.7402777777778°E 41° 38′ 48″ N, 2° 44′ 26″ E / 41.64674°N,2.740424°E ca:Carrer Bellaire, 2 | bé cultural d'interès local                | Torre de Ca l'Arnau                                         | Modifica les dades a Wikidata |
|        | Can Soliva                                 | Malgrat de Mar | casa         | Estil: arquitectura popular 15th century                             | 41° 38′ 48″ N, 2° 44′ 26″ E / 41.646593°N,2.740634°E ca:C. Bellaire, 9 - c. Sant Antoni, 10 2 msnm                                          | bé cultural d'interès local                | Can Soliva                                                  | Modifica les dades a Wikidata |
|        | Casa Teresa Corretjer                      | Malgrat de Mar | casa         | Estil: arquitectura modernista 1905                                  | 41° 38′ 48″ N, 2° 44′ 27″ E / 41.646599°N,2.740756°E ca:Carrer Bellaire, 12                                                                 |                                            |                                                             | Modifica les dades a Wikidata |
|        | Cases d'estil popular                      | Malgrat de Mar | casa         | Estil: arquitectura popular 18th century                             | 41° 38′ 41″ N, 2° 44′ 40″ E / 41.6446°N,2.74439°E ca:C. Maó - c. Emilio 2 msnm                                                              | bé integrant del patrimoni cultural català | Cases d'estil popular (Malgrat de Mar)                      | Modifica les dades a Wikidata |
|        | Cases dels mestres del Col·legi Montserrat | Malgrat de Mar | casa         | Estil: noucentisme                                                   | 41° 38′ 36″ N, 2° 44′ 20″ E / 41.64323°N,2.739°E                                                                                            | bé integrant del patrimoni cultural català | Cases dels mestres del Col·legi Montserrat (Malgrat de Mar) | Modifica les dades a Wikidata |
|        | Torre d'en Riera                           | Malgrat de Mar | casa         | Estil: modernisme català arquitectura modernista                     | 41° 38′ 40″ N, 2° 44′ 36″ E / 41.6445°N,2.7432°E                                                                                            | bé cultural d'interès local                | Torre d'en Riera                                            | Modifica les dades a Wikidata |
|        | Torre de l'Esquena                         | Malgrat de Mar | casa         | Estil: arquitectura eclèctica 1895                                   | 41° 38′ 34″ N, 2° 44′ 35″ E / 41.64266°N,2.74294°E ca:Sant Esteve, 13                                                                       | bé cultural d'interès local                | Torre de l'Esquena (Malgrat de Mar)                         | Modifica les dades a Wikidata |
|        | Torre de la Vídua de Can Sala              | Malgrat de Mar | casa         | Estil: arquitectura modernista 1910                                  | 41° 38′ 41″ N, 2° 44′ 35″ E / 41.644588°N,2.743192°E ca:Carrer de Mar, 61                                                                   |                                            |                                                             | Modifica les dades a Wikidata |
|        | casa al carrer de Mar, 47                  | Malgrat de Mar | casa         | Estil: arquitectura modernista 20th century                          | 41° 38′ 41″ N, 2° 44′ 34″ E / 41.644722222222°N,2.7427777777778°E ca:Carrer de Mar, 47 3 msnm                                               | bé integrant del patrimoni cultural català | Casa al carrer de Mar, 47 (Malgrat de Mar)                  | Modifica les dades a Wikidata |

## edifici
| imatge | Nom                              | Ubicat a       | instància de           | Detalls                     | coordenades                                                      | Protecció                                  | Commons (més fotos)                                             | Dades a WD                    |
| ------ | -------------------------------- | -------------- | ---------------------- | --------------------------- | ---------------------------------------------------------------- | ------------------------------------------ | --------------------------------------------------------------- | ----------------------------- |
|        | Comunitat Terapèutica de Malgrat | Malgrat de Mar | edifici antic hospital | Estil: arquitectura popular | 41° 38′ 48″ N, 2° 44′ 24″ E / 41.64664°N,2.73992°E               | bé cultural d'interès local                | Comunitat Terapèutica de Malgrat                                | Modifica les dades a Wikidata |
|        | Escola Mare de Déu de Montserrat | Malgrat de Mar | edifici                | Estil: noucentisme          | 41° 38′ 35″ N, 2° 44′ 21″ E / 41.64292°N,2.7393°E ca:Escoles, 10 | bé cultural d'interès local                | Agrupació Escolar Nostra Senyora de Montserrat (Malgrat de Mar) | Modifica les dades a Wikidata |
|        | Mercat Municipal                 | Malgrat de Mar | edifici                | Estil: arquitectura popular | 41° 38′ 45″ N, 2° 44′ 28″ E / 41.64571°N,2.74124°E               | bé integrant del patrimoni cultural català | Mercat Municipal de Malgrat de Mar                              | Modifica les dades a Wikidata |

## església
| imatge | Nom                          | Ubicat a       | instància de | Detalls                                               | coordenades                                              | Protecció                                  | Commons (més fotos)                       | Dades a WD                    |
| ------ | ---------------------------- | -------------- | ------------ | ----------------------------------------------------- | -------------------------------------------------------- | ------------------------------------------ | ----------------------------------------- | ----------------------------- |
|        | Santa Rita de Malgrat de Mar | Malgrat de Mar | església     | Estil: arquitectura popular                           | 41° 39′ 05″ N, 2° 44′ 10″ E / 41.65149°N,2.73614°E       | bé integrant del patrimoni cultural català | Santa Rita de Malgrat de Mar              | Modifica les dades a Wikidata |
|        | església de Sant Nicolau     | Malgrat de Mar | església     | Estil: arquitectura neoclàssica Llarg: 45m Ample: 24m | 41° 38′ 47″ N, 2° 44′ 33″ E / 41.64649167°N,2.74248333°E | bé cultural d'interès local                | Església de Sant Nicolau (Malgrat de Mar) | Modifica les dades a Wikidata |

## masia
| imatge | Nom           | Ubicat a                 | instància de | Detalls | coordenades                                                                            | Protecció                   | Commons (més fotos) | Dades a WD                    |
| ------ | ------------- | ------------------------ | ------------ | ------- | -------------------------------------------------------------------------------------- | --------------------------- | ------------------- | ----------------------------- |
|        | Ca la Coixa   | Malgrat de Mar           | masia        |         | 41° 39′ 26″ N, 2° 44′ 55″ E / 41.6571081255635°N,2.74858508278942°E ca:Av. Costa Brava |                             |                     | Modifica les dades a Wikidata |
|        | Can Palomeres | Malgrat de Mar           | masia        |         | 41° 38′ 47″ N, 2° 43′ 42″ E / 41.64645°N,2.72828°E ca:Camí de Can Palomeres            | bé cultural d'interès local |                     | Modifica les dades a Wikidata |
|        | Can Rotxild   | Malgrat de Mar Palafolls | masia        |         | 41° 39′ 24″ N, 2° 43′ 57″ E / 41.6566214133428°N,2.73248108617489°E                    |                             |                     | Modifica les dades a Wikidata |

## molí d'aigua
| imatge | Nom                          | Ubicat a                 | instància de | Detalls                                  | coordenades                                                                                 | Protecció                                  | Commons (més fotos)                           | Dades a WD                    |
| ------ | ---------------------------- | ------------------------ | ------------ | ---------------------------------------- | ------------------------------------------------------------------------------------------- | ------------------------------------------ | --------------------------------------------- | ----------------------------- |
|        | Molí de la Pedrera           | Malgrat de Mar Palafolls | molí d'aigua | Estil: arquitectura popular 19th century | 41° 39′ 39″ N, 2° 45′ 27″ E / 41.6609101123905°N,2.75741050575389°E ca:Carretera de Malgrat |                                            |                                               | Modifica les dades a Wikidata |
|        | Molí del Barri de Can Viader | Malgrat de Mar           | molí d'aigua | Estil: arquitectura popular              | 41° 39′ 03″ N, 2° 44′ 10″ E / 41.65076°N,2.736002°E                                         | bé integrant del patrimoni cultural català | Molí del Barri de Can Viader (Malgrat de Mar) | Modifica les dades a Wikidata |

## muntanya
| imatge | Nom                 | Ubicat a                     | instància de | Detalls | coordenades                                                       | Protecció | Commons (més fotos) | Dades a WD                    |
| ------ | ------------------- | ---------------------------- | ------------ | ------- | ----------------------------------------------------------------- | --------- | ------------------- | ----------------------------- |
|        | Montagut            | Santa Susanna Malgrat de Mar | muntanya     |         | 41° 39′ 02″ N, 2° 42′ 54″ E / 41.65043722°N,2.71495278°E 218 msnm |           | Montagut (Maresme)  | Modifica les dades a Wikidata |
|        | Turó d'en Serra     | Palafolls Malgrat de Mar     | muntanya     |         | 41° 39′ 11″ N, 2° 43′ 32″ E / 41.6531°N,2.72566°E 103.9 msnm      |           |                     | Modifica les dades a Wikidata |
|        | Turó de Mas Aragall | Malgrat de Mar               | muntanya     |         | 41° 38′ 56″ N, 2° 43′ 10″ E / 41.649°N,2.71956°E 179.3 msnm       |           |                     | Modifica les dades a Wikidata |

## nucli de població
| imatge | Nom          | Ubicat a       | instància de      | Detalls | coordenades                                                         | Protecció | Commons (més fotos) | Dades a WD                    |
| ------ | ------------ | -------------- | ----------------- | ------- | ------------------------------------------------------------------- | --------- | ------------------- | ----------------------------- |
|        | Can Viader   | Malgrat de Mar | nucli de població |         | 41° 39′ 07″ N, 2° 44′ 02″ E / 41.6519946847326°N,2.73376122713639°E |           |                     | Modifica les dades a Wikidata |
|        | les Terreres | Malgrat de Mar | nucli de població |         | 41° 39′ 09″ N, 2° 44′ 55″ E / 41.6523705621003°N,2.74868757235403°E |           |                     | Modifica les dades a Wikidata |

## parc
| imatge | Nom                    | Ubicat a       | instància de | Detalls | coordenades                                        | Protecció | Commons (més fotos)                    | Dades a WD                    |
| ------ | ---------------------- | -------------- | ------------ | ------- | -------------------------------------------------- | --------- | -------------------------------------- | ----------------------------- |
|        | Parc del Castell       | Malgrat de Mar | parc         |         | 41° 38′ 53″ N, 2° 44′ 25″ E / 41.648°N,2.7403°E    |           | Parc del Castell (Malgrat de Mar)      | Modifica les dades a Wikidata |
|        | parc de Francesc Macià | Malgrat de Mar | parc         |         | 41° 39′ 00″ N, 2° 44′ 21″ E / 41.64987°N,2.73904°E |           | Parque Francesc Macià (Malgrat de Mar) | Modifica les dades a Wikidata |

## platja
| imatge | Nom                              | Ubicat a       | instància de         | Detalls | coordenades                                                            | Protecció | Commons (més fotos)                    | Dades a WD                    |
| ------ | -------------------------------- | -------------- | -------------------- | ------- | ---------------------------------------------------------------------- | --------- | -------------------------------------- | ----------------------------- |
|        | platja de Malgrat                | Malgrat de Mar | platja               |         | 41° 38′ 28″ N, 2° 44′ 30″ E / 41.64105°N,2.74164°E                     |           | Platja de Malgrat centre               | Modifica les dades a Wikidata |
|        | platja de l'Astillero            | Malgrat de Mar | platja platja urbana |         | 41° 38′ 15″ N, 2° 43′ 56″ E / 41.63740000027°N,2.7321999995923°E       |           | Platja de l'Astillero (Malgrat de Mar) | Modifica les dades a Wikidata |
|        | platja de la Punta de la Tordera | Malgrat de Mar | platja               |         | 41° 38′ 54″ N, 2° 46′ 20″ E / 41.64822222222222°N,2.7721666666666667°E |           | Platja de la Punta de la Tordera       | Modifica les dades a Wikidata |
|        | platja de la conca               | Malgrat de Mar | platja               |         | 41° 38′ 44″ N, 2° 45′ 24″ E / 41.64547°N,2.75672°E                     |           | Platja de la Conca (Malgrat de Mar)    | Modifica les dades a Wikidata |
|        | platja dels Pins                 | Malgrat de Mar | platja               |         | 41° 38′ 03″ N, 2° 43′ 33″ E / 41.63418°N,2.72594°E                     |           |                                        | Modifica les dades a Wikidata |

## polígon industrial
| imatge | Nom                                    | Ubicat a       | instància de       | Detalls | coordenades                                                         | Protecció | Commons (més fotos) | Dades a WD                    |
| ------ | -------------------------------------- | -------------- | ------------------ | ------- | ------------------------------------------------------------------- | --------- | ------------------- | ----------------------------- |
|        | Polígon industrial Camí de la Pomereda | Malgrat de Mar | polígon industrial |         | 41° 38′ 50″ N, 2° 45′ 09″ E / 41.6471275329424°N,2.75245463023649°E |           |                     | Modifica les dades a Wikidata |
|        | Polígon industrial Can Patalina        | Malgrat de Mar | polígon industrial |         | 41° 39′ 19″ N, 2° 44′ 28″ E / 41.6553799191882°N,2.74100140313456°E |           |                     | Modifica les dades a Wikidata |

## pont
| imatge | Nom                                                  | Ubicat a              | instància de | Detalls                                                                  | coordenades                                                                                                  | Protecció | Commons (més fotos) | Dades a WD                    |
| ------ | ---------------------------------------------------- | --------------------- | ------------ | ------------------------------------------------------------------------ | --- | --------- | ------------------- | ----------------------------- |
|        | Base del pont de l'aeri sobre la via del ferrocarril | Malgrat de Mar        | pont         | 20th century                                                             | 41° 38′ 22″ N, 2° 44′ 09″ E / 41.63954°N,2.73589°E ca:Mines de Can Palomeres                                 |           |                     | Modifica les dades a Wikidata |
|        | Pont d'en Pixota                                     | Malgrat de Mar        | pont         | 19th century Estat: malmès                                               | 41° 39′ 45″ N, 2° 45′ 37″ E / 41.6625645886149°N,2.76034710477237°E ca:Extrem de llevant del terme municipal |           |                     | Modifica les dades a Wikidata |
|        | Pont de la Tordera                                   | Blanes Malgrat de Mar | pont         | 2020-11 1933 Travessa: la Tordera Llarg: 219.3m Llum: 51m Ample: 13.325m | 41° 39′ 57″ N, 2° 45′ 56″ E / 41.665796°N,2.765454°E ca:Extrem de llevant del terme municipal                |           | Pont de la Tordera  | Modifica les dades a Wikidata |
|        | Pont del tren de la Tordera                          | Malgrat de Mar        | pont         | 19th century Estat: malmès                                               | 41° 39′ 57″ N, 2° 45′ 54″ E / 41.66594°N,2.76503°E ca:Extrem de llevant del terme municipal                  |           |                     | Modifica les dades a Wikidata |
|        | Pont ferroviari de la riera de Sant Genís            | Malgrat de Mar        | pont         | 19th century Estat: bon estat                                            | 41° 38′ 26″ N, 2° 44′ 18″ E / 41.64044°N,2.73835°E ca:Desembocadura de la riera de Sant Genís                |           |                     | Modifica les dades a Wikidata |
|        | Pont sobre el torrent de Can Palomeres               | Malgrat de Mar        | pont         | 20th century                                                             | 41° 38′ 52″ N, 2° 43′ 34″ E / 41.64776°N,2.726°E ca:Mines de Can Palomeres                                   |           |                     | Modifica les dades a Wikidata |

## Misc
| imatge | Nom                                 | Ubicat a                      | instància de                                                                   | Detalls                                                                              | coordenades                                                                                               | Protecció                                            | Commons (més fotos)                     | Dades a WD                    |
| ------ | ----------------------------------- | ----------------------------- | ------------------------------------------------------------------------------ | ------------------------------------------------------------------------------------ | --- | ---------------------------------------------------- | --------------------------------------- | ----------------------------- |
|        | Can Desclapers                      | Malgrat de Mar                | casa forta                                                                     | Estil: arquitectura popular                                                          | 41° 38′ 46″ N, 2° 44′ 29″ E / 41.64611°N,2.74142°E ca:Desclapers, 14-18                                   | bé cultural d'interès local                          | Can Desclapers                          | Modifica les dades a Wikidata |
|        | Casa de la Vila                     | Malgrat de Mar                | casa consistorial                                                              | Arquitecte: Antoni de Falguera i Sivilla Estil: arquitectura modernista 19th century | 41° 38′ 44″ N, 2° 44′ 28″ E / 41.645555555556°N,2.7411111111111°E ca:Carrer Carme, 30                     | bé cultural d'interès local                          | Casa de la Vila de Malgrat de Mar       | Modifica les dades a Wikidata |
|        | Creu d'en Sardà                     | Malgrat de Mar                | indret                                                                         |                                                                                      | 41° 39′ 17″ N, 2° 44′ 58″ E / 41.6547051643096°N,2.74948316772971°E                                       |                                                      |                                         | Modifica les dades a Wikidata |
|        | Estació de Malgrat de Mar           | Malgrat de Mar                | estació de ferrocarril                                                         |                                                                                      | 41° 38′ 30″ N, 2° 44′ 30″ E / 41.64175°N,2.741527777777778°E                                              |                                                      | Malgrat de Mar train station            | Modifica les dades a Wikidata |
|        | Malgrat de Mar                      | Malgrat de Mar                | entitat singular de població capital municipal ens local històric de Catalunya | 19270 hab                                                                            | 41° 38′ 48″ N, 2° 44′ 29″ E / 41.64662°N,2.74135°E 2 msnm                                                 |                                                      |                                         | Modifica les dades a Wikidata |
|        | Mines de Can Palomeres              | Malgrat de Mar                | mina                                                                           |                                                                                      | 41° 39′ 08″ N, 2° 43′ 31″ E / 41.6522°N,2.7254°E                                                          |                                                      | Mines de Can Palomeres (Malgrat de Mar) | Modifica les dades a Wikidata |
|        | Punta de la Tordera                 | Malgrat de Mar Blanes         | cap                                                                            |                                                                                      | 41° 39′ 05″ N, 2° 46′ 46″ E / 41.65138°N,2.77937°E                                                        |                                                      |                                         | Modifica les dades a Wikidata |
|        | Torre de Montagut                   | Santa Susanna Malgrat de Mar  | torre de telegrafia òptica                                                     | Estil: arquitectura popular 19th century                                             | 41° 38′ 42″ N, 2° 43′ 01″ E / 41.645°N,2.7169444444444446°E ca:Turó de Montagut                           | bé cultural d'interès local                          | Torre de Montagut (Santa Susanna)       | Modifica les dades a Wikidata |
|        | Torre del Castell                   | Malgrat de Mar                | torre de sentinella                                                            | Estil: arquitectura popular                                                          | 41° 38′ 53″ N, 2° 44′ 25″ E / 41.6481°N,2.74035°E ca:Parc del Castell                                     | bé d'interès cultural bé cultural d'interès nacional | Torre del Castell (Malgrat de Mar)      | Modifica les dades a Wikidata |
|        | ascensor inclinat de Malgrat de Mar | Malgrat de Mar                | ascensor inclinat                                                              | Llarg: 50.06m                                                                        | 41° 38′ 50″ N, 2° 44′ 27″ E / 41.647222222222226°N,2.7408333333333332°E                                   |                                                      | Ascensor inclinat de Malgrat de Mar     | Modifica les dades a Wikidata |
|        | la Pilona                           | Malgrat de Mar                | estructura arquitectònica fonamentació                                         | Estil: arquitectura popular 20th century                                             | 41° 38′ 06″ N, 2° 44′ 19″ E / 41.63502°N,2.73851°E ca:A 400 m de la costa                                 | bé integrant del patrimoni cultural català           | La Pilona                               | Modifica les dades a Wikidata |
|        | la Tordera                          | Selva Vallès Oriental Maresme | curs d'aigua                                                                   | Desemboca: mar Mediterrània Llarg: 61.5km                                            | 41° 48′ 13″ N, 2° 25′ 05″ E / 41.803521°N,2.418014°E 41° 39′ 03″ N, 2° 46′ 39″ E / 41.650939°N,2.777482°E |                                                      | Tordera River                           | Modifica les dades a Wikidata |
|        | mar Mediterrània                    |                               | mar interior mar mediterrani conca hidrogràfica                                | Superfície: 2500000km² Profunditat: 5267 1541m Volum: 3839000km³                     | 38° N, 17° E / 38°N,17°E 0 msnm                                                                           |                                                      | Mediterranean Sea                       | Modifica les dades a Wikidata |